# スケトウダラ
スケトウダラ （介党鱈、鯳、'Gadus chalcogrammus'、英: Alaska pollock）は、タラ科に属する魚類。スケソウダラ（介宗鱈・助惣鱈）とも呼ばれる。北太平洋に広く分布するタラの一種で、重要な漁業資源となっている。

## 分布・生息域
北太平洋に広く分布し、その範囲は日本海、茨城県以北の太平洋沿岸、オホーツク海、ベーリング海、カリフォルニア州沿岸までとなっている。しかし、広い範囲を回遊せず比較的狭い範囲の群れを形成していると考えられている。
産卵期以外は水深500 mまでの沿岸や大陸棚斜面の海底近くに生息する。最も多いのは水深300 m 前後。海水温が低下する産卵期には、浅場や海面近くに現れることもある。

## 形態・生態
体長約70cm、最大で全長1m程度、体重1,400 gに達するが寿命は不明である。3歳以上で性成熟し、産卵期は海域によって異なり12月から翌年3月、分離沈性卵を産卵する。稚魚は春先の藍藻類の大増殖期の頃に孵化し、成長すると沖合の深い海域に移動する。年級と魚体の大きさの関係は、4歳 36cm 499g、5歳 41cm 525g、6歳 44cm 592g、7歳 47cm 660g。
マダラよりは小さい。背側の体色は褐色で、まだら模様が繋がった2本の縦帯模様がある。腹側は白色。タラ類に共通の特徴である、3基の背鰭と2基の臀鰭（しりびれ）をもつ。外見はマダラやコマイに似るが、スケトウダラは目が大きく、下顎が上顎より前に出ており、口ひげはほとんど目立たない。
肉食性で、貝類、頭足類、甲殻類、小魚などいろいろな小動物を捕食する。
産卵期のスケトウダラは、威嚇・攻撃行動時に800Ｈz以下の鳴音、求愛・産卵時に500Hz以下の鳴音を発する。

## 日本周辺の資源量
日本付近の群れは産卵場所と生育場所が異なる「日本海北部系群」「根室海峡」「オホーツク海南部」「太平洋系群」に分けられる。
独立行政法人 水産総合研究センターの報告によれば、スケトウダラ太平洋系群の資源量は、1981年から2005年度までは約90万トン～130万トン程度の範囲で増減していたが、1993年度以降急減し2006年度以降も減少傾向が続き2010年度は、83万トン程度と推定されている。0歳魚の新規加入量の多かった年は、1981,1982,1991,1994,1995,2000であるが、1996年以降は概ね新規加入量/親魚の比率が低い値で推移している。
日本周辺での漁獲量減少は、乱獲が指摘されているほか、対馬暖流の強勢や水温の上昇による回遊経路の変化から産卵海域が縮小している可能性も報告されている。

### 漁獲
漁獲の対象となるのは2歳魚以上で、オホーツク海を中心として沿岸での底引き網や延縄などで漁獲されるが、TAC制度（漁獲可能量制度）により海域毎に漁法と期間が規定されている。ロシアの排他的経済水域設定以前は、オホーツク海、樺太沿岸、北方四島周辺海域は好漁場でトロール船による漁獲量が多かった。

## 名称
1814年にペーター・ジーモン・パラスによって記載され、タラ属の一種としてGadus chalcogrammusの学名が与えられた。種小名 chalcogrammus は古代ギリシア語のχαλκός（真鍮）とγράμμα（線）の複合語で、体の模様に由来する。その後1898年に本種のみを含むTheragra 属が設立された。Theragraは古代ギリシア語のθήρ（獣）とἄγρα（獲物）の複合語で、キタオットセイの主食となっていることに由来する。しかしmtDNAを用いた分子系統解析により本種はタイセイヨウダラと近縁であることが示され、2008年には本種を再びタラ属に戻すことが提案された。FDAもこの提案を追認している。
日本では一般にスケソあるいはスケソウとも呼ばれ、その名の由来には諸説がある。佐渡について書かれた史料、『秉穂録』によれば、佐渡にはスケトウという魚があり、漢字で「佐渡」と書く、と記述されており、佐渡を名前の由来とした魚だという。また、竹野肇の主張によれば、元々はスケソという名前であり、『助宗鱈』という字が当て字されたことに由来するという。『大言海』によれば、「鮭の鱈」が転訛して「スケタラ」となったのが名前の由来とされる。
また、タラを漁獲するのには人手が必要であることから、漁に助っ人が必要なタラということで「助っ人ダラ」を由来とする説もあるが、この由来は「いささか穿った見方」だと指摘されている。
地方によりさまざまな呼び名があり、新潟県でスケトウ・ナツトオダラ・ヨイダラ、富山県でキジダラ・キダラ・シラミダラ、島根県でスケドオなどと呼ばれるほか、中国語ではミンタイ（míngtài / 明太）/ ミンタイユィ（míngtàiyú / 明太魚）、朝鮮語ではミョンテ（명태 / 明太、myeongtae）、ロシア語ではミンターイ（минтай / mintaj / mintay）と呼ぶ。メンタイ・ミンタイという名称と「明太子（めんたいこ）」の名はここから来ている。また、2-3歳くらいの未成魚をピンスケ、ピンコ、それより小さいものをマゴスケ、くぎなどと呼び分けることもある。

## 人との関わり

### 利用
日本においては重要な水産資源である一方で、傷みが早いため鮮魚として流通することは少なく、かまぼこを初めとする魚肉練り製品の主原料としての需要が多い。また、養殖魚の配合飼料のほか加工残渣は家畜類の飼料や肥料として利用される。冷凍技術が発達する以前は、鮮度が低下した魚は肥料として利用されていた。
加工用途以外ではフライやムニエル、乾物の棒鱈に多く利用される。脂肪が少ない身質で水っぽく生食には適さない。
また、スケトウダラの卵巣は比較的珍重されており、塩漬けにしたたらこや唐辛子を加えた辛子明太子が作られる。また、白子はタチと呼ばれ味噌汁等に利用されるが、マダラの白子に比べると味が劣るため価格は安い。
最近では、麺にも加工されている。フィレオフィッシュの材料としても多く利用されている。
釣りの対象魚でもあり、餌にはイカや小魚が使用される。

### 陸揚げ漁港
- 2002年度
  - 第1位 - 追直漁港（北海道）
  - 第2位 - 石巻漁港（宮城県）
  - 第3位 - 砂原漁港（北海道）
  - 第4位 - 羅臼漁港（北海道）
  - 第5位 - 落部漁港（北海道）